# エジバストン・クリケット・グラウンド
エジバストン・クリケット・グラウンド(英: Edgbaston Cricket Ground) は、イングランド・バーミンガムのエジバストンにあるクリケット競技場。別名カウンティ・グラウンドもしくはエジバストン・スタジアム。
収容人数は25,000名であり、カウンティ・チャンピオンシップ1部のウォリックシャーCCCの本拠地でもある。

## 歴史
1882年、Calthorpe Estateが所有していた当時は温泉やラグビーの試合として利用されていた。
戦後はスコアボードの設置、1989年にはスタンドの改修、2010年から11年にはさらにスタンドを拡大し、現在に至る。
2013年には、ICCチャンピオンズトロフィーの会場として使用された。